# Julius Mante

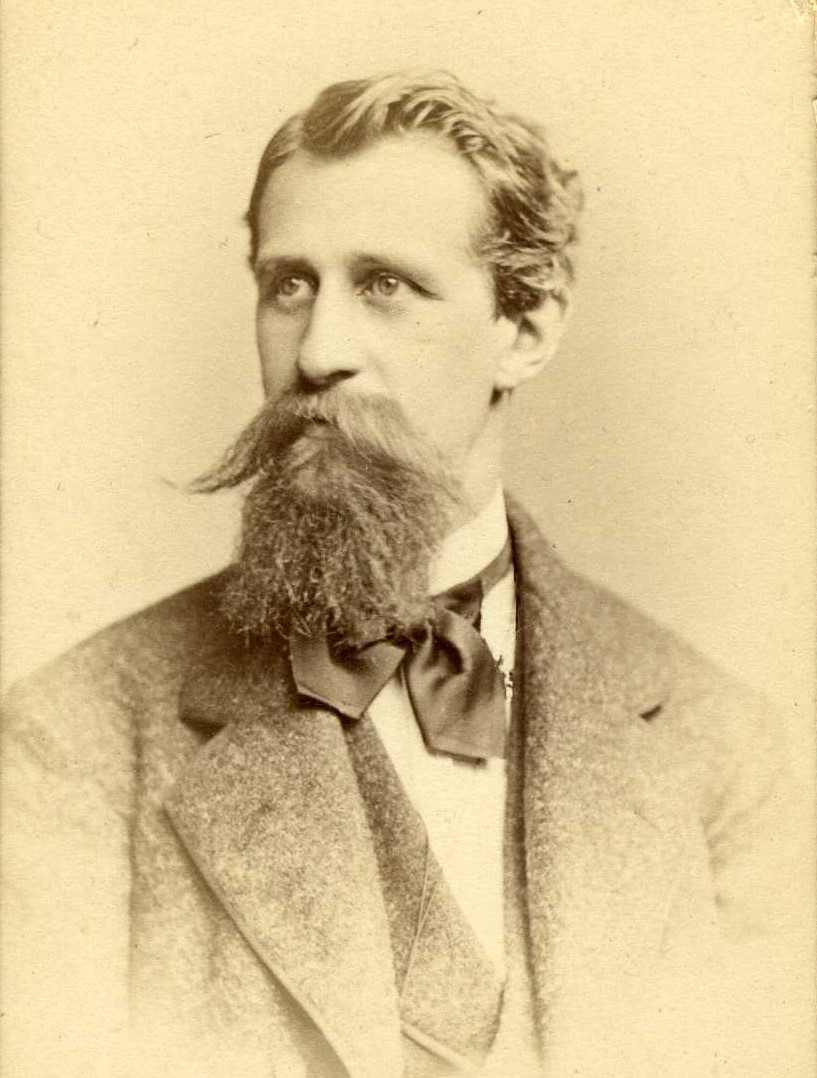
Julius Mante (1874)

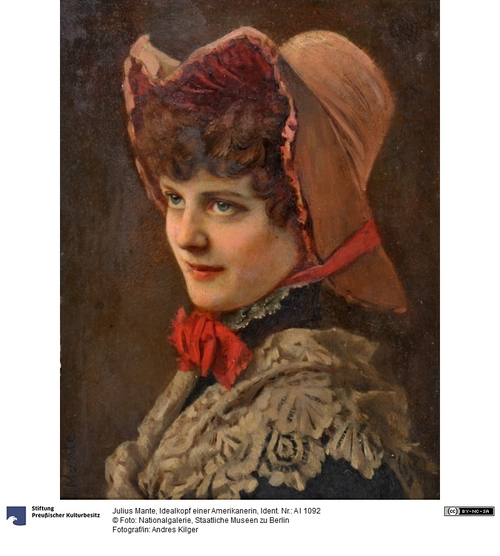
Idealkopf einer Amerikanerin (ca. 1890, Alte Nationalgalerie)

Julius Mante (* 14. Mai 1841 in Berlin; † 1. März 1907 in Grunewald, Landkreis Teltow) war ein deutscher Porträt- und Genremaler der Münchner Schule.

## Leben
Mante, Sohn eines protestantischen Berliner Kaufmanns, schrieb sich am 13. November 1864 an der Königlichen Akademie der Bildenden Künste München in der „technischen Malklasse“ ein. An der Münchner Akademie war er bis 1864 Schüler von Carl Theodor von Piloty.
Mante ließ sich in Berlin nieder und gehörte von 1871 bis zu seinem Tode dem Verein Berliner Künstler an. Von 1871 bis 1873 weilte Mante in Rom. In der Sammlung der Alten Nationalgalerie in Berlin befindet sich sein Brustbild Idealkopf einer Amerikanerin.